# فرد روبرتس (لاعب كرة قدم)
فرد روبرتس (بالإنجليزية: Fred Roberts)‏ (1905 في المملكة المتحدة - 1988) هو لاعب كرة قدم أيرلندي شمالي في مركز الهجوم. شارك مع منتخب أيرلندا الشمالية لكرة القدم. أما مع النوادي، فقد لعب مع غلينتوران وليسبورن ديستليري.

## وصلات خارجية
- فرد روبرتس على موقع ناشيونال فوتبول تيمز (الإنجليزية)